# جولیا ولان
جولیا ولان (به انگلیسی: Julia Whelan)(زاده ۸ می ۱۹۸۴) بازیگر آمریکایی است.
از کارهای معروف او می‌توان به بازی در فیلم زن باردار و پانزده ساله اشاره کرد.